# Caminha
Caminha ist eine Kleinstadt (Vila) und ein Kreis (port. Município oder auch Concelho) in Portugal.
Sie liegt am Südufer des Rio Minho (spanisch Río Miño) in der Nähe seiner Mündung in den Atlantik. Der Unterlauf des Rio Minho ist Teil der Grenze zwischen Portugal und Spanien. Gegenüber am nördlichen Ufer des Minho liegt die spanische Gemeinde A Guarda.
Der Kreis Caminha, an der Grenze zu Galicien, hat eine Fläche von 136,44 km² und 15.797 Einwohner (Stand 19. April 2021).

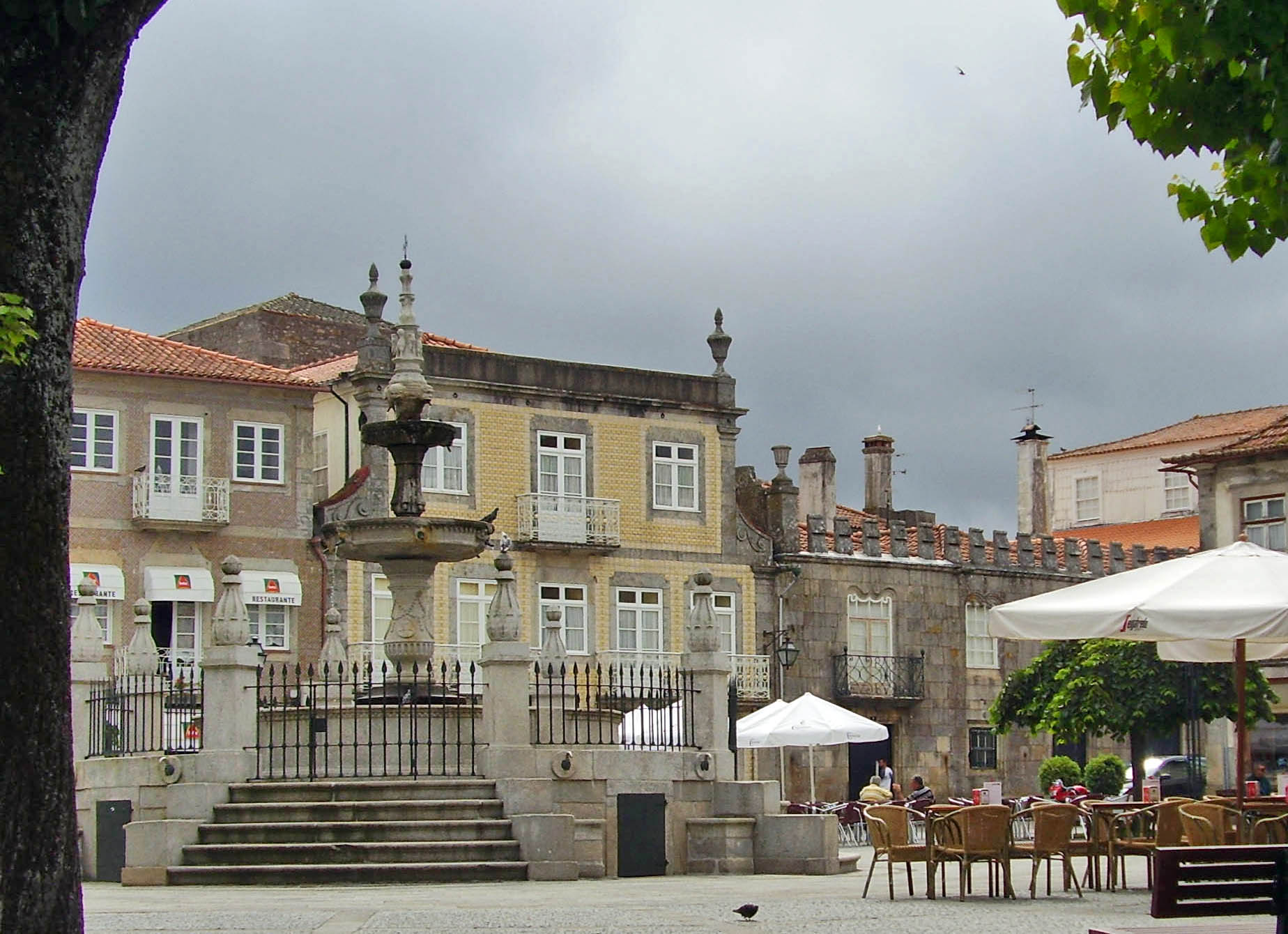
Im historischen Ortskern

## Geschichte
Funde (u. a. Antas) belegen eine vorgeschichtliche Besiedlung des Gebietes. Auch die hier siedelnden Römer hinterließen Spuren, darunter Brücken und Römerstraßenabschnitte. Seit dem 5. Jahrhundert n. Chr. ist der Ort als Camenae bzw. Camina dokumentiert. Ferdinand I. (León) machte den Ort 1060 als Caput Mini zum Sitz einer Grafschaft. Auch nach der Unabhängigkeit des Königreich Portugals ab 1139 blieb Caminha als Grenzort bedeutsam. König D.Dinis baute die Befestigungsmauern des Ortes weiter aus und gab Caminha 1284 erste Stadtrechte. Bis zum 16. Jahrhundert hielt die strategische Bedeutung des Ortes an, der insbesondere durch den Fischfang und den Handel über See und Fluss seine Entwicklungsimpulse erhielt.

## Kultur und Sehenswürdigkeiten
Zu den zahlreichen Baudenkmälern des Kreises zählen archäologische Funde und Megalithanlagen wie der Dólmen da Barrosa oder der Dólmen de Vile, eine Reihe Herren- und Bürgerhäuser, einige steinerne Brunnen, historische öffentliche Gebäude und verschiedene Sakralbauten. Auch der historische Ortskern steht unter Denkmalschutz. Er ist von schmalen Gassen mit historischer Bausubstanz gekennzeichnet. Sein verkehrsberuhigtes Zentrum um den zentralen Platz Praça Concelheiro Silva Torres mit seinem neumanuelinischen Brunnen und den Straßencafés gilt heute als Anziehungspunkt für Besucher.
Mit der Kunstgalerie Galeria de Arte de Caminha, der Galeria Guntilanis in Vila Praia de Âncora und der Galeria de Exposições für Wechselausstellungen im Rathausgebäude (Câmara Municipal) verfügt Carminha über drei Ausstellungsorte. Die Stadtbibliothek Biblioteca Municipal, das Stadtarchiv Arquivo Municipal de Caminha, eine Ludothek und verschiedene historische Museen sind weitere kulturelle Einrichtungen. In Planung befindet sich das Museu Sidónio Pais.
Auf der kleinen Insel Ínsua vor Caminha, die zur Gemeinde Moledo gehört, liegt das Forte da Ínsua. Die Festung wurde von 1649 bis 1652 errichtet, nachdem das Kloster der Insel mehrmals von Piraten geplündert wurde. Seit 1910 steht sie unter Denkmalschutz.
Das Festival de Vilar de Mouros galt lange als bedeutendstes Rockfestival im Land.

## Verwaltung

### Kreis

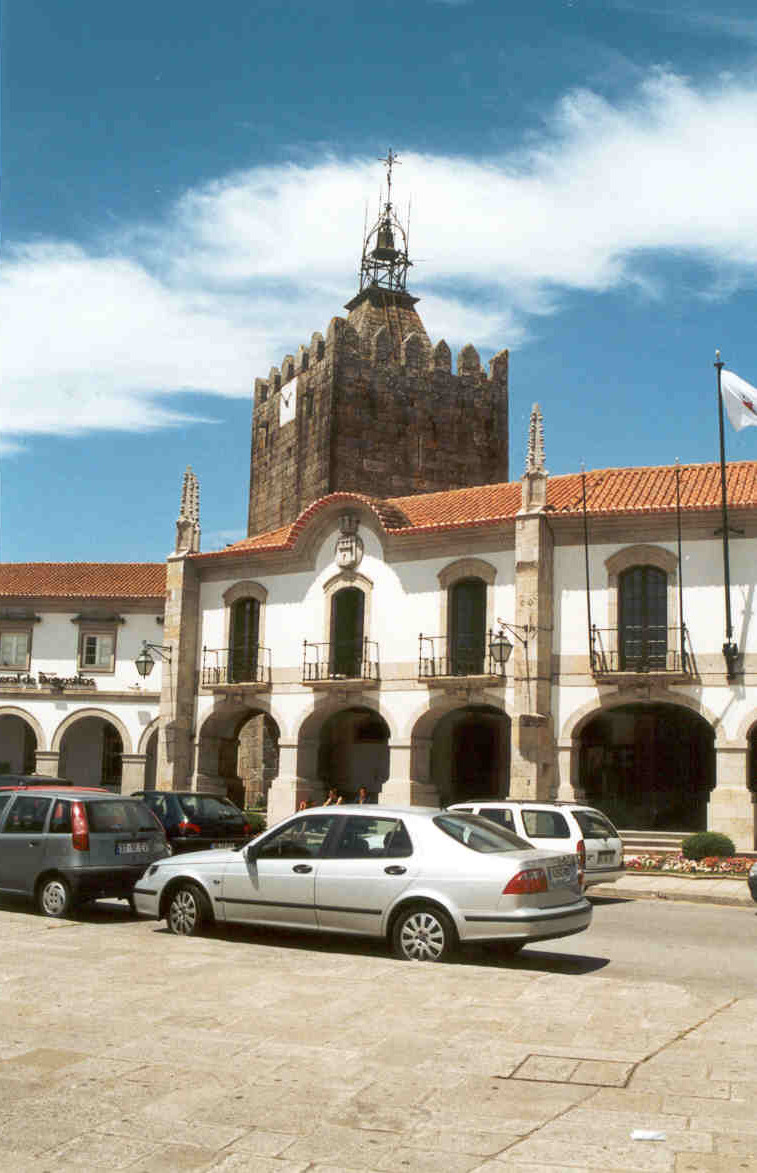
Das Rathaus (port.: Câmara Municipal)

Der Kreis grenzt im Norden an Spanien. Die Nachbarkreise sind (im Uhrzeigersinn im Norden beginnend): Vila Nova de Cerveira, Ponte de Lima, Viana do Castelo, sowie der Atlantische Ozean.
Mit der Gebietsreform im September 2013 wurden mehrere Gemeinden zu neuen Gemeinden zusammengefasst, sodass sich die Zahl der Gemeinden von zuvor 20 auf 14 verringerte.
Die folgenden Gemeinden (freguesias) liegen im Kreis Caminha:

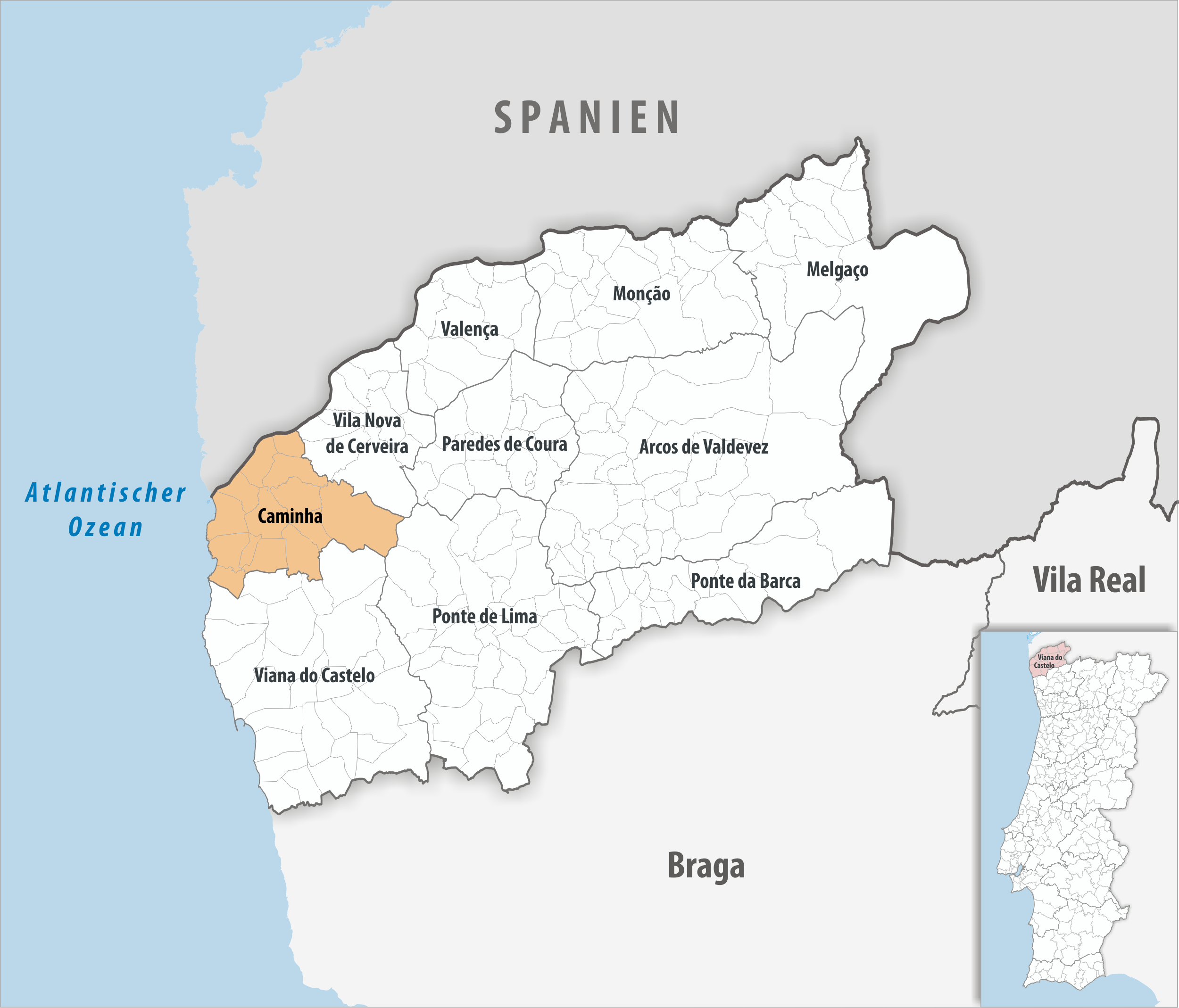
Kreis Caminha

| Gemeinde                      | Einwohner (2021) | Fläche km² | Dichte Einw./km² | LAU- Code |
| ----------------------------- | ---------------- | ---------- | ---------------- | --------- |
| Âncora                        | 1.186            | 5,42       | 219              | 160201    |
| Arga (Baixo, Cima e São João) | 159              | 30,88      | 5                | 160221    |
| Argela                        | 375              | 10,80      | 35               | 160205    |
| Caminha e Vilarelho           | 2.373            | 6,74       | 352              | 160222    |
| Dem                           | 309              | 6,43       | 48               | 160209    |
| Gondar e Orbacém              | 398              | 11,06      | 36               | 160223    |
| Lanhelas                      | 897              | 5,04       | 178              | 160211    |
| Moledo e Cristelo             | 1.490            | 10,36      | 144              | 160224    |
| Riba de Âncora                | 680              | 8,54       | 80               | 160214    |
| Seixas                        | 1.413            | 8,33       | 170              | 160215    |
| Venade e Azevedo              | 881              | 11,38      | 77               | 160225    |
| Vila Praia de Âncora          | 4.623            | 8,37       | 552              | 160217    |
| Vilar de Mouros               | 725              | 10,38      | 70               | 160218    |
| Vile                          | 288              | 2,80       | 103              | 160220    |
| Kreis Caminha                 | 15.797           | 136,53     | 116              | 1602      |

### Bevölkerungsentwicklung

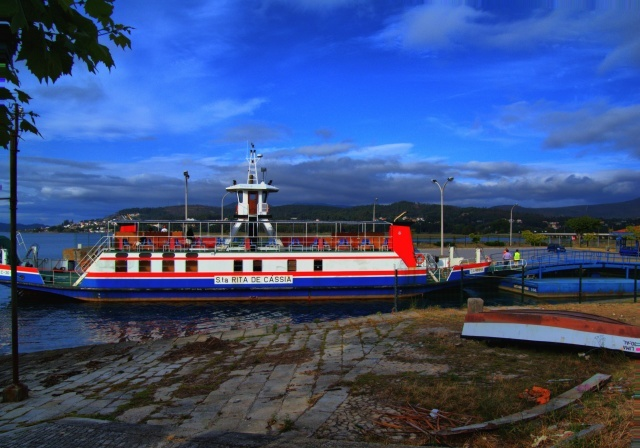
Die Fähre Sta. Rita de Cássia

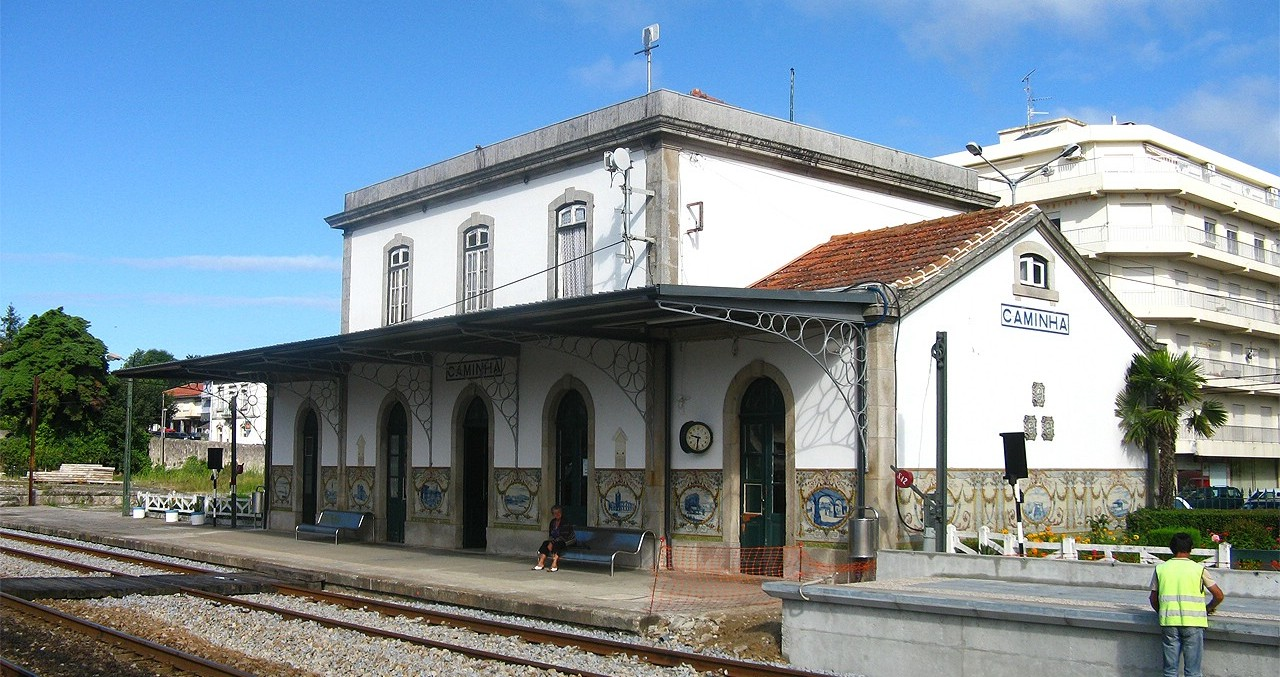
Der Bahnhof von Caminha

| 1801 | 1849   | 1900   | 1930   | 1960   | 1981   | 1991   | 2001   | 2011   |
| 9251 | 12.167 | 15.288 | 15.810 | 16.688 | 15.883 | 16.207 | 17.069 | 16.684 |

### Kommunaler Feiertag
- Montag nach Ostersonntag

### Städtepartnerschaften
- Frankreich: Pontault-Combault im Kanton Pontault-Combault (seit 1979)[10]

## Verkehr
Der Bahnhof Caminha ist ein Haltepunkt der Eisenbahnstrecke Linha do Minho. Die Nationalstraße N13 quert den Ort, und die Autobahn A28 führt mit mehreren Abfahrten durch den Kreis. Caminha ist in das landesweite Busnetz der Rede Expressos eingebunden.
Die kommunale Fähre von Caminha, Sta. Rita de Cássia, verkehrt täglich von etwa 8:00 bis etwa 20:00 (Winterhalbjahr etwa 18:00) durchgehend – sofern der Wasserstand ausreichend ist, d. h. nicht bei Niedrigwasser – zwischen Caminha und dem galicischen Küstenort A Guarda.

## Söhne und Töchter

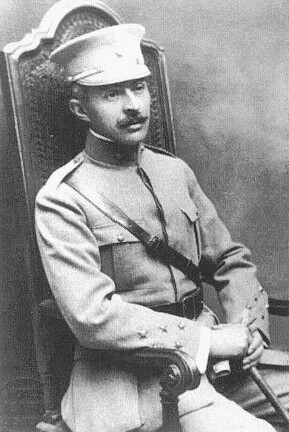
Sidónio Pais

- Bento Maciel Parente (1567–1642), Militär und Kolonialpolitiker in Brasilien
- João Lourenço Rebelo (1610–1661), Hofkomponist
- Miguel Ventura Terra (1866–1919), Architekt
- Sidónio Pais (1872–1918), Militär, mehrfach Minister und republikanischer Regierungschef
- Domingos Fezas Vital (1888–1953), Jurist, Hochschullehrer und Politiker im Estado Novo-Regime
- Carlos Pinheiro (1925–2010), Weihbischof des Erzbistums Braga
- Quim Barreiros (* 1947), populärer Musiker
- Henrique Baixinho (* 1961), olympischer Ruderer

## Fotos

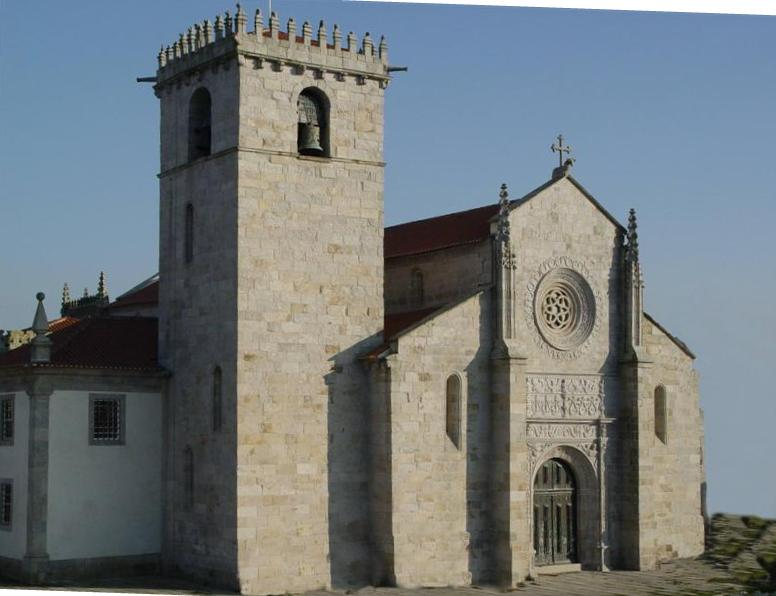
Igreja Matriz de Caminha
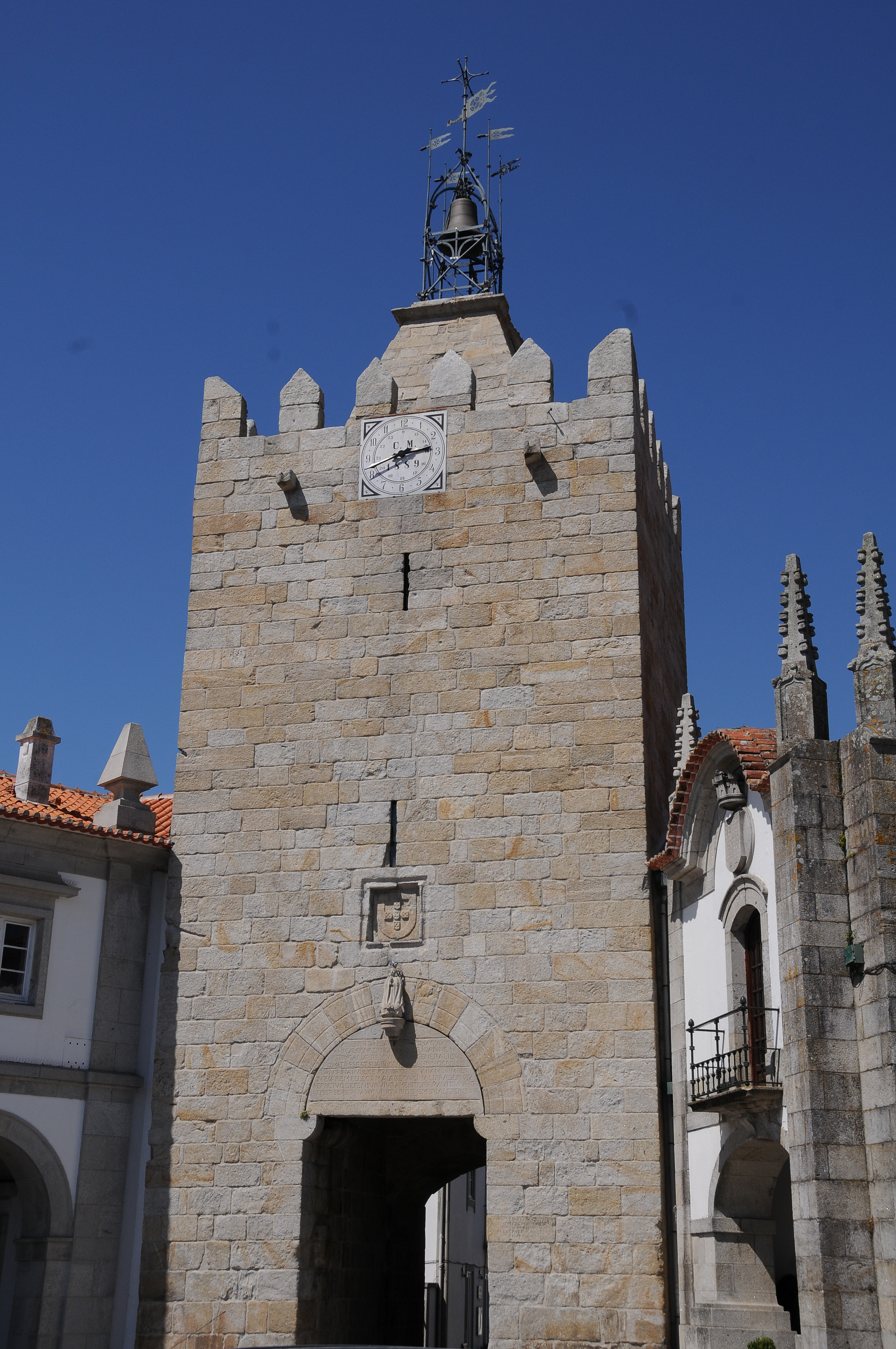
Uhrturm
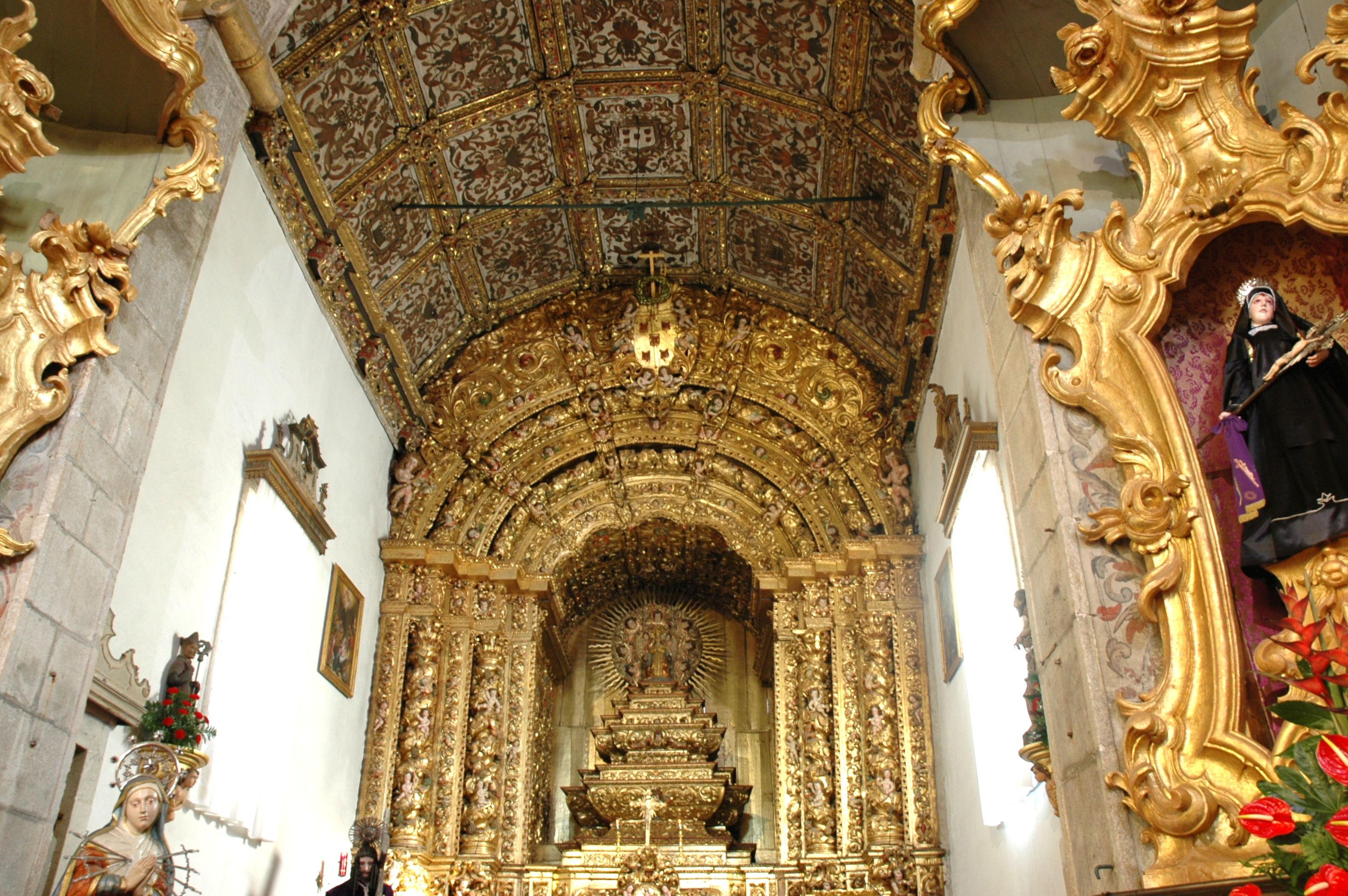
Das Innere der Pfarrkirche
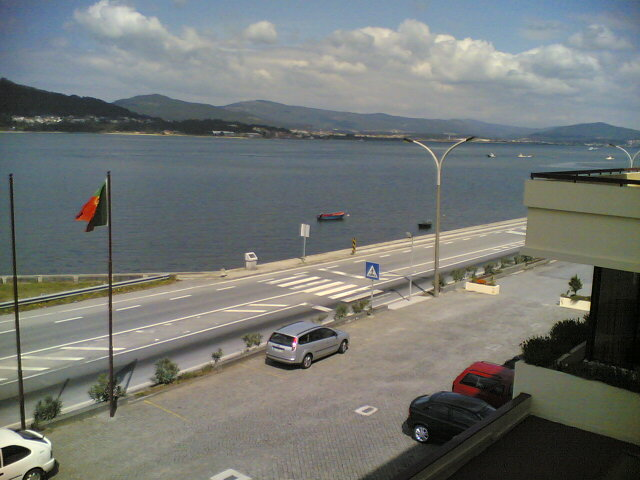
Minho-Fluss
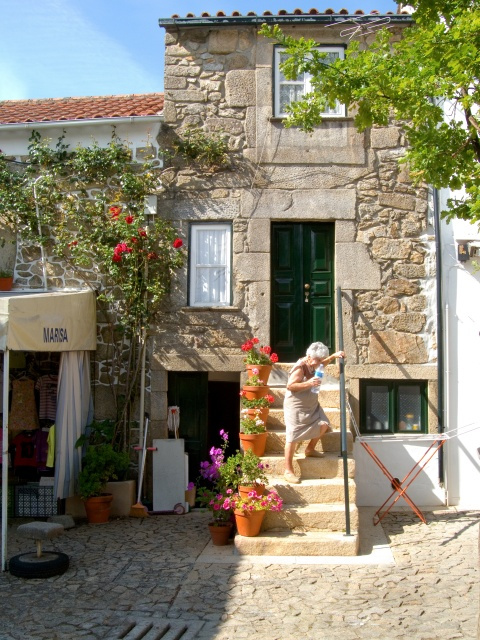
Im historischen Zentrum
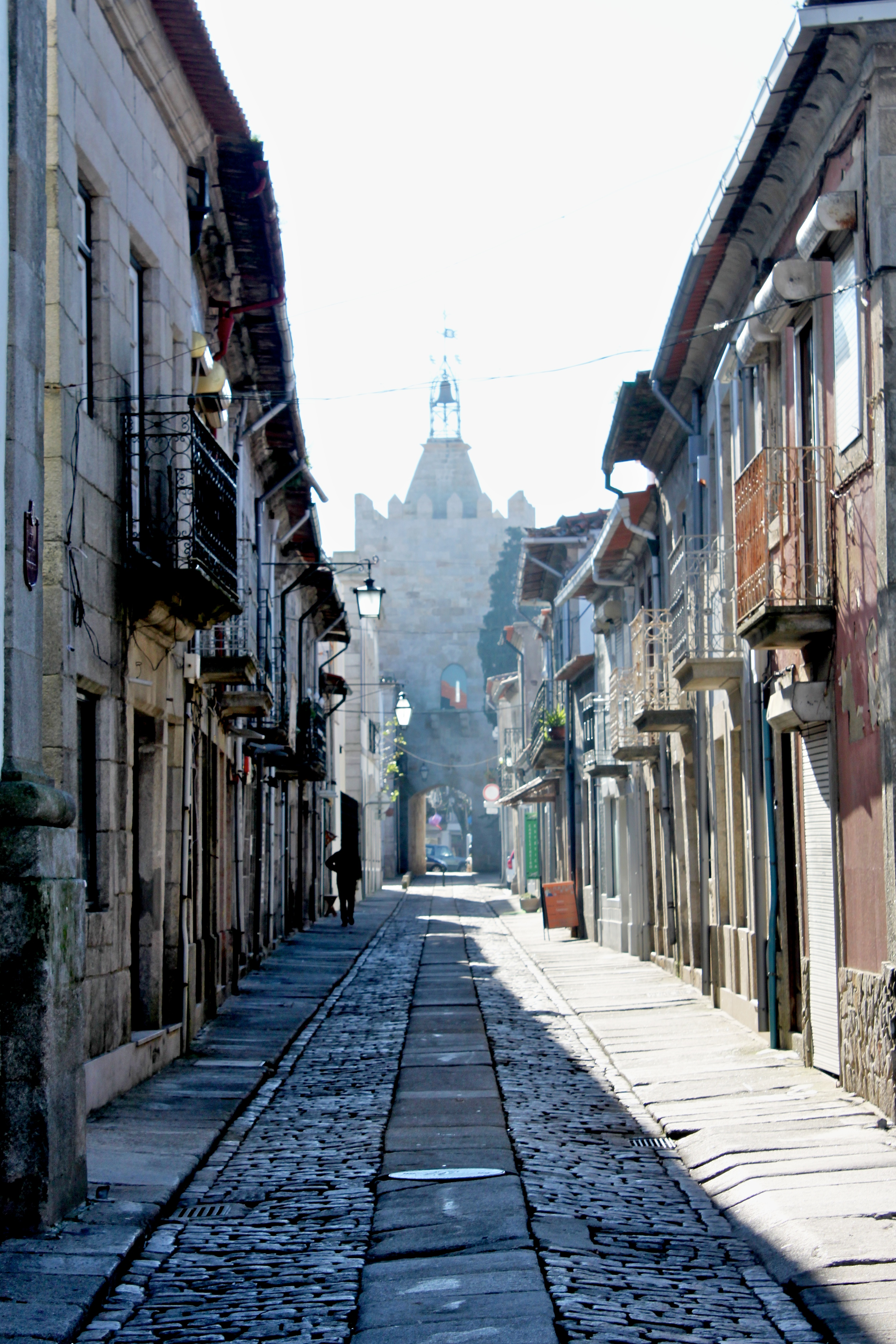
Im historischen Zentrum
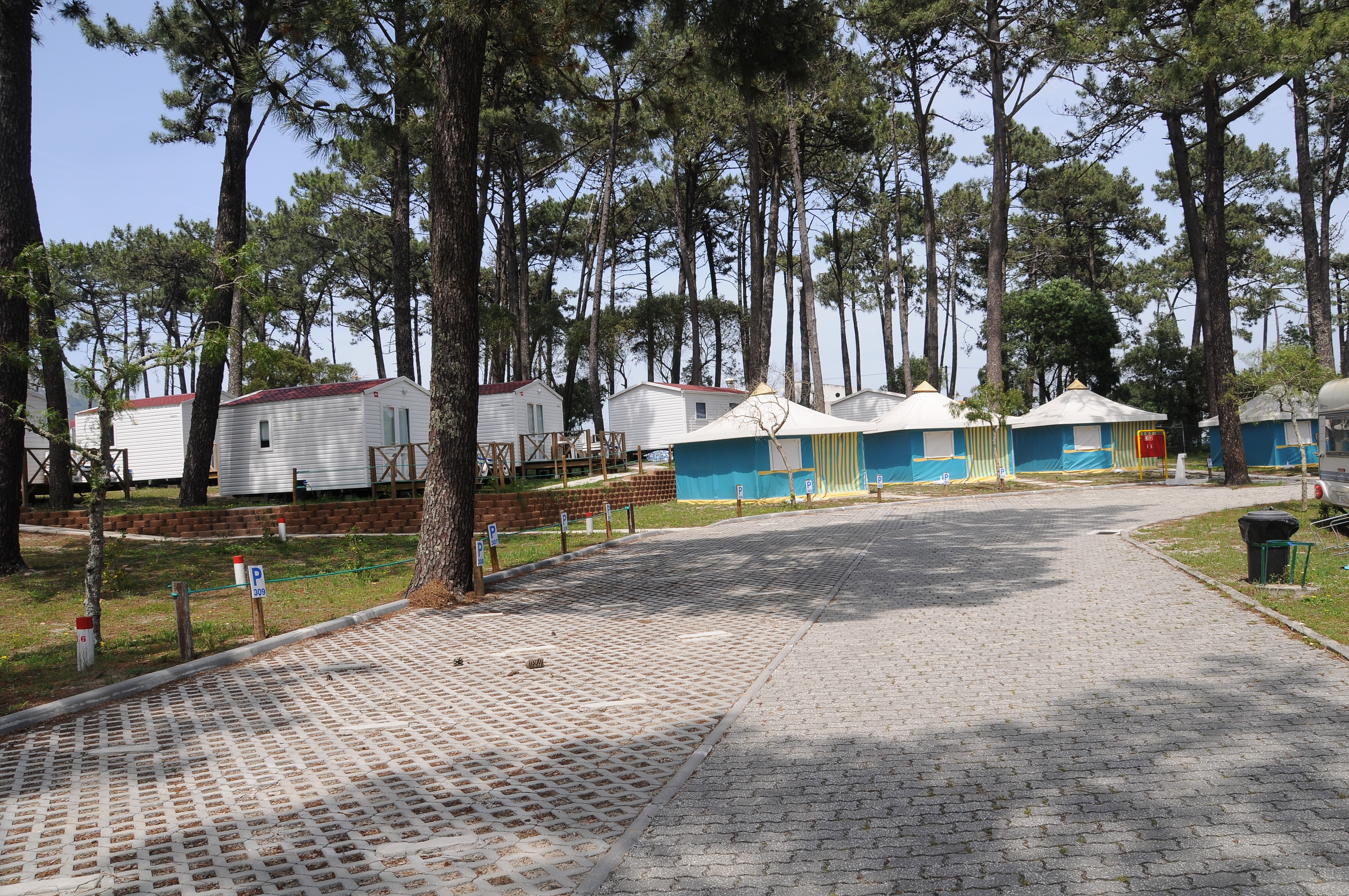
Der Campingplatz von Caminha (Camping Camarido)
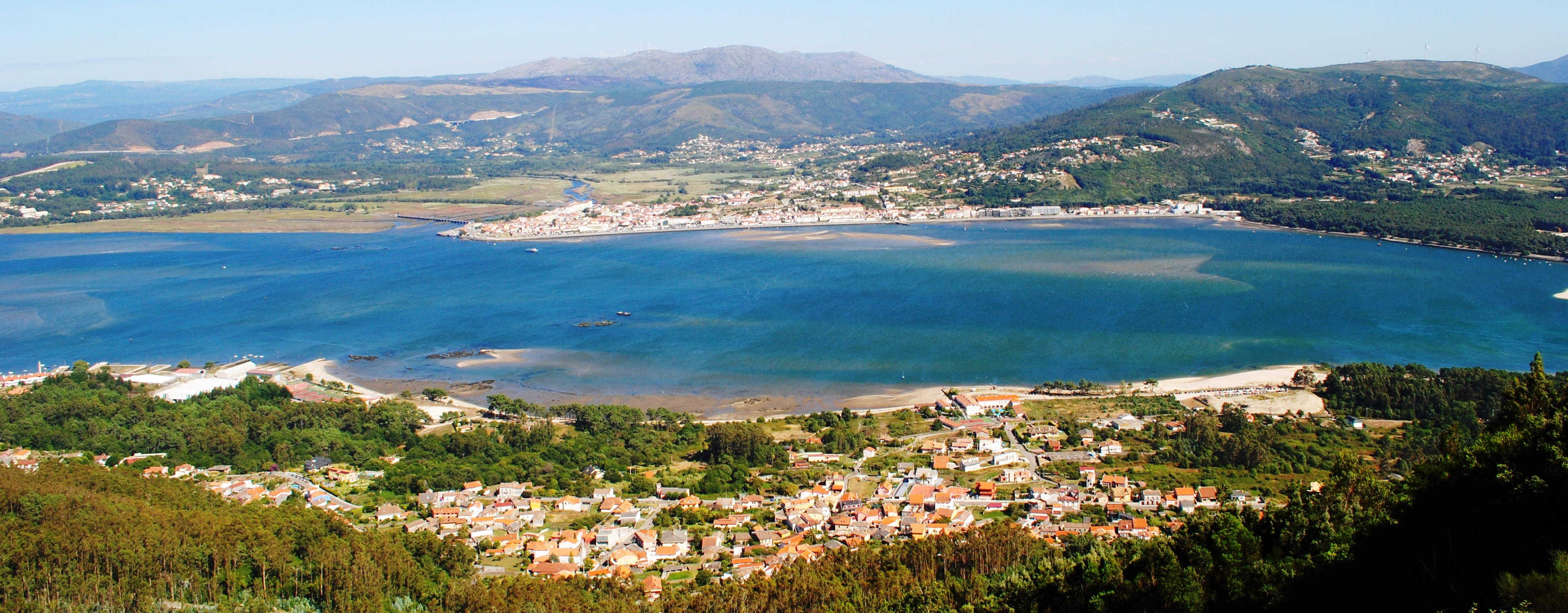
Blick von Norden auf Caminha (hinten)